# Funastrum pavonii
Funastrum pavonii är en oleanderväxtart som beskrevs av Rudolf Schlechter. Funastrum pavonii ingår i släktet Funastrum och familjen oleanderväxter. Inga underarter finns listade i Catalogue of Life.